# Мудра, Кито
Ки́то Му́дра, немецкий вариант — Христиан Мудра (н.-луж.  Kito Mudra, нем. Christian Mudra, 28 ноября 1799 года, деревня Бела, Нижняя Лужица, Саксония — 7 июня 1883 года, Пицнё, Пруссия) — лютеранский священнослужтель, лужицкий писатель и переводчик.
Родился в 1799 году в крестьянской семье в серболужицкой деревне Бела. С 1816 по 1822 года обучался в гимназии в Котбусе. До 1825 года изучал лютеранское богословие в Галле. По возвращении в Лужицу работал учителем в Высшей школе в Котбусе. В 1829 году получил степень главного учителя. В 1839 году назначен настоятелем лютеранского прихода в городе Пицнё. Служил в этом приходе до выхода на пенсию в 1873 году. В 1880 году вступил в серболужицкую культурно-просветительскую организацию «Матица сербо-лужицкая».
Будучи священнослужителем, выступал в качестве защитника преподавания на нижнелужицком языке в школьных учреждениях. Занимался переводами на нижнелужицкий язык различных произведений с немецкого языка. В 1865 году был назначен прусскими властями в состав комиссии по изданию учебных пособий для нижнелужицких школ. В эту комиссию также входили нижнелужицкие деятели Фрицо Бойт, Павол Фрицо Брониш и Карл Эдуард Хаусиг.
Основные сочинения
- Ten knjez jo moj pastyŕ, Chośebuz 1869
- Serbske arije za našu lubu młoźinu, Chośebuz 1867